# Wojciech Włodarczyk (siatkarz)
Wojciech Julian Włodarczyk (ur. 28 października 1990 w Andrychowie) – polski siatkarz, grający na pozycji przyjmującego. 

## Życiorys
W sezonie 2012/2013 gracz Posojilnicy Aich/Dob, z którą wywalczył pierwsze w historii klubu mistrzostwo Austrii oraz awansował do finału Ligi Środkowoeuropejskiej MEVZA. Następnie zawodnik PGE Skry Bełchatów (dwa medale mistrzostw Polski: złoty w 2014 i brązowy w 2015), Cuprumu Lubin, Indykpolu AZS Olsztyn, a także Onico Warszawa.
W seniorskiej reprezentacji Polski zadebiutował w 2013, w meczu towarzyskim przeciwko Serbii. Został również powołany na Ligę Światową 2013. Srebrny medalista Letniej Uniwersjady z 2013 roku w Kazaniu.
Syn Doroty Młodzianowskiej (w latach 80. wielokrotnej reprezentantki Polski w siatkówce kobiet). 14 lipca 2018 poślubił modelkę Sylwię Sucharską.

## Sukcesy klubowe
MEVZA - Liga Środkowoeuropejska:
- 2013

Mistrzostwo Austrii:
- 2013

Mistrzostwo Polski:
- 2014
- 2015

## Sukcesy reprezentacyjne
Letnia uniwersjada:
- 2013

## Sukcesy indywidualne
- 2022: MVP PreZero Grand Prix PLS 2022[5].